# لينا روماي
لينا روماي (و. 1954 – 2012 م) هي ممثلة، ومخرجة أفلام، ومونتيرة، وكاتبة سيناريو، وممثلة أفلام إسبانية، ولدت في برشلونة، توفيت في مالقة، عن عمر يناهز 58 عاماً، بسبب سرطان.

## وصلات خارجية
- لينا روماي على موقع IMDb (الإنجليزية)
- لينا روماي على موقع روتن توميتوز (الإنجليزية)
- لينا روماي على موقع ألو سيني (الفرنسية)
- لينا روماي على موقع أول موفي (الإنجليزية)
- لينا روماي على موقع أول موفي (الإنجليزية)
- لينا روماي على موقع ديسكوغز (الإنجليزية)
- لينا روماي على موقع قاعدة بيانات الفيلم (الإنجليزية)
- لينا روماي على موقع كينوبويسك (الروسية)